# Danny Philip
Danny Philip (ur. 5 sierpnia 1953) – salomoński polityk i dyplomata, deputowany do parlamentu, minister spraw zagranicznych w latach 1995–1996 oraz 2000–2001. Premier Wysp Salomona od 25 sierpnia 2010 do 16 listopada 2011.

## Życiorys
Danny Philip urodził się w 1953 w miejscowości Lokuru na wyspie Rendova w Prowincji Zachodniej. Jego matka, cierpiąca na chorobę Heinego-Medina, zmarła dwa dni po porodzie. Z zawodu jest nauczycielem języka angielskiego i lingwistą.
W latach 1984–2001 wchodził w skład Parlamentu Narodowego Wysp Salomona. W latach 1984–1993 reprezentował okręg wyborczy Vona Vona-Rendova-Tetepare, a następnie od 1994 do 2001 okręg South New Georgia-Rendova-Tetepare, obydwa położone w archipelagu Nowa Georgia. Od 1995 do września 1996 pełnił funkcję ministra spraw zagranicznych w gabinecie premiera Solomona Mamaloniego. Urząd ten sprawował ponownie od 2 lipca 2000 do 22 czerwca 2001 w rządzie Manasseha Sogavare. W latach 1997−2000 był przewodniczącym Ludowej Partii Postępowej (People’s Progressive Party, PPP).
W wyborach parlamentarnych 4 sierpnia 2010 ponownie uzyskał mandat deputowanego do parlamentu w okręgu South New Georgia-Rendova-Tetepare. Był jednym z liderów Demokratycznej Partii Reformy (Reform and Democratic Party, RDP). 20 sierpnia 2010 został mianowany jednym z dwóch kandydatów na stanowisko nowego szefa rządu.
25 sierpnia 2010 został wybrany przez parlament szefem rządu. W głosowaniu uzyskał poparcie 26 deputowanych. Jego rywal Steve Abana zdobył 23 głosy poparcia; jeden głos był nieważny. Tego samego dnia został zaprzysiężony na stanowisku przez gubernatora generalnego Franka Kabui. Premier Philip zapowiedział niezwłoczne sformowanie gabinetu i przedstawienie jego programu w ciągu 70 dni. Jednym z głównych priorytetów rządu miała być reforma konstytucyjna. 26 sierpnia 2010 zaprzysiężonych zostało większość członków gabinetu premiera Philipa, składającego się ogółem z 24 ministrów.
Na początku listopada 2011 opozycja oskarżyła go o nadużycie władzy i rozdysponowanie pomiędzy swoich krewnych 7 mln z 10 mln USD środków państwowych z funduszu Republiki Chińskiej. W następstwie złożyła w parlamencie wniosek o wotum nieufności wobec rządu. 9 listopada 2011 trzech ministrów ogłosiło utratę zaufania w stosunku do premiera i podało się dymisji. 10 listopada 2011 Philip zdymisjonował ministra finansów Gordona Darcy Lilo. 11 listopada 2011, w dniu głosowania wotum zaufania wobec rządu, premier Philip, wskutek utraty większości parlamentarnej, sam podał się dymisji. 16 listopada 2011 parlament nowym szefem rządu wybrał Gordona Darcy Lilo.